# Smermesnil
Smermesnil és un municipi francès situat al departament del Sena Marítim i a la regió de Normandia. L'any 2007 tenia 366 habitants.

## Demografia

### Població
El 2007 la població de fet de Smermesnil era de 366 persones. Hi havia 125 famílies de les quals 35 eren unipersonals (4 homes vivint sols i 31 dones vivint soles), 27 parelles sense fills, 54 parelles amb fills i 9 famílies monoparentals amb fills.
La població ha evolucionat segons el següent gràfic:
Habitants censats

### Habitatges
El 2007 hi havia 157 habitatges, 124 eren l'habitatge principal de la família, 26 eren segones residències i 7 estaven desocupats. 146 eren cases i 4 eren apartaments. Dels 124 habitatges principals, 100 estaven ocupats pels seus propietaris, 22 estaven llogats i ocupats pels llogaters i 1 estava cedit a títol gratuït; 1 tenia una cambra, 12 en tenien dues, 31 en tenien tres, 31 en tenien quatre i 48 en tenien cinc o més. 97 habitatges disposaven pel capbaix d'una plaça de pàrquing. A 55 habitatges hi havia un automòbil i a 55 n'hi havia dos o més.

### Piràmide de població
La piràmide de població per edats i sexe el 2009 era:
| Homes | Edats   | Dones |
| ----- | ------- | ----- |
| 0     | 95 o +  | 0     |
| 0     | 90 a 94 | 4     |
| 0     | 85 a 89 | 4     |
| 0     | 80 a 84 | 4     |
| 8     | 75 a 79 | 4     |
| 12    | 70 a 74 | 8     |
| 4     | 65 a 69 | 12    |
| 8     | 60 a 64 | 12    |
| 0     | 55 a 59 | 0     |
| 0     | 50 a 54 | 0     |
| 0     | 45 a 49 | 4     |
| 16    | 40 a 44 | 4     |
| 8     | 35 a 39 | 4     |
| 20    | 30 a 34 | 28    |
| 12    | 25 a 29 | 8     |
| 4     | 20 a 24 | 4     |
| 8     | 15 a 19 | 4     |
| 4     | 10 a 14 | 4     |
| 12    | 5 a 9   | 8     |
| 16    | 0 a 4   | 20    |

## Economia
El 2007 la població en edat de treballar era de 211 persones, 144 eren actives i 67 eren inactives. De les 144 persones actives 126 estaven ocupades (80 homes i 46 dones) i 16 estaven aturades (3 homes i 13 dones). De les 67 persones inactives 6 estaven jubilades, 46 estaven estudiant i 15 estaven classificades com a «altres inactius».

### Ingressos
El 2009 a Smermesnil hi havia 124 unitats fiscals que integraven 344 persones, la mediana anual d'ingressos fiscals per persona era de 14.716 €.

### Activitats econòmiques
Dels 10 establiments que hi havia el 2007, 2 eren d'empreses extractives, 1 d'una empresa de construcció, 3 d'empreses de comerç i reparació d'automòbils, 2 d'empreses de transport, 1 d'una empresa d'hostatgeria i restauració i 1 d'una entitat de l'administració pública.
L'únic servei als particulars que hi havia el 2009 era un guixaire pintor.
L'any 2000 a Smermesnil hi havia 19 explotacions agrícoles que ocupaven un total de 1.200 hectàrees.

## Equipaments sanitaris i escolars
El 2009 hi havia una escola elemental integrada dins d'un grup escolar amb les comunes properes formant una escola dispersa. Smermesnil disposava d'un liceu d'ensenyament general amb 94 alumnes.

## Poblacions més properes
El següent diagrama mostra les poblacions més properes.